# František Bardon
František Bardon (1. prosince 1909, Kateřinky – 10. července 1958, Brno) byl český hermetik, léčitel a mág známý také pod pseudonymy mistr Frabato a Arion. Zvláště v zahraničí je pokládán za jednoho z největších zasvěcenců,[zdroj?] který vytvořil univerzální zasvěcovací soustavu na základě kompilace západní magické tradice, kabaly, orientální magie a jógy. Některými ze svých žáků je pokládán za inkarnaci Herma Trismegista a dalších mytických i historických autorit.

## Životopis
Uznávaný léčitel a mág se narodil 1. prosince 1909 v Opavě. Prožil normální dětství, ale ve čtrnácti letech se začala obyčejnému chlapci měnit povaha a charakter a k údivu jeho učitelů dokonce i písmo. Údajně se do něj tehdy inkarnovala vyšší duchovní bytost, a František Bardon tak prý získal nadpřirozené schopnosti.[zdroj?] Názory na původ těchto schopností se sice různí, jisté však je, že brzy navázal kontakt s německým okultistou Friedrichem Wilhelmem Quintscherem a zapojil se do dění na meziválečné německé okultní scéně.

### Vydobytou slávu zničil Adolf Hitler
Před druhou světovou válkou působil v Německu, kde přednášel o hermetice a během krátké doby se tam prý stal miláčkem publika. Udivoval pokusy, kdy před nevěřícími lidmi předváděl své magické schopnosti, nahlížel lidem do duše, jasnovidecky poznával skryté předměty i jejich historii stejně jako osud jejich majitelů. Jeho schopnosti a sláva způsobily, že se o něj začal zajímat samotný Adolf Hitler.[zdroj?] Nabízel mu moc a peníze na oplátku za to, že mu objasní původ svých schopností a bude je využívat pro blaho Říše.[zdroj?] František Bardon však rezolutně odmítl a z Německa musel uprchnout. Brzy už poznal, jaké to je být v nepřízni velkého vůdce. Byl uvězněn a mučen ve věznici v Breslau, kde na popravišti musel sbírat usekané hlavy. Uprchl na konci války, kdy byl tábor vybombardován.[zdroj?] Po válce pak pomocí svých jasnovideckých schopností pomáhal nacházet utopená těla podle fotografií postižených a předvídal také osudy lidí pohřešovaných ve válce.[zdroj?]

### Léčil většinou chudáky
To, co ho nakonec proslavilo nejvíce, byly jeho léčitelské schopnosti. Studoval v Mnichově na škole pro přírodní léčitele, vyznal se v bylinách, které také pěstoval a z nichž vlastnoručně doma v kuchyni pomocí složitých zařízení extrahoval léky pro své pacienty. Sbíral i rostliny, které jsou známy jako plevel, např. rdesno ptačí. Tvrdil, že v každé rostlině vězí léčivá síla, třeba i v ovesné slámě. Léčil většinou chudáky, u kterých už lékaři ztratili úplně naději. S prosbou o pomoc za ním jezdili lidé z celé Evropy, např. z Německa nebo Švýcarska. V padesátých letech dokonce pracoval jako správce opavské nemocnice U Rytířů.

### Zemřel v okovech komunistického lágru
V té době byl schopen vyléčit např. i rakovinu ve druhém stadiu[zdroj?], a to způsobilo, že na něj zaměřili svou pozornost komunisté. Nelíbily se jim výsledky jeho práce ani odměny, které dostával od svých mnohdy solventních pacientů. Prohlásili ho za šarlatána a uvěznili. V komunistickém žaláři v Brně také František Bardon zemřel 10. 7. 1958 na zánět slinivky břišní. Dozorci si tehdy prý mysleli, že bolesti simuluje. František Bardon napsal několik knih, které byly přeloženy do většiny evropských jazyků. Odborníci z oblastí mystiky a hermetiky ho prohlašují za jednoho ze dvou největších mágů dvacátého století.